# 1519年
| 千纪： | 2千纪 |
| 世纪： | 15世纪 \| 16世纪 \| 17世纪                                                                                           |
| 年代： | 1480年代 \| 1490年代 \| 1500年代 \| 1510年代 \| 1520年代 \| 1530年代 \| 1540年代                                     |
| 年份： | 1514年 \| 1515年 \| 1516年 \| 1517年 \| 1518年 \| 1519年 \| 1520年 \| 1521年 \| 1522年 \| 1523年 \| 1524年           |
| 纪年： | 己卯年（兔年）；明正德十四年；朱宸濠顺德元年；越南光紹四年；陳㫒宣和四年；黎榜大德二年；黎槱天憲元年；日本永正十六年 |

## 大事记
- 寧王之亂。
- 西班牙殖民者埃爾南·科爾蒂斯率領船艦和軍人在墨西哥東海岸登陸，入侵阿茲特克帝國。
- 萊比錫辯論。
- 神聖羅馬帝國皇帝馬克西米利安一世逝世，其孫西班牙國王查理一世在爭奪神聖羅馬帝國皇位的競爭中，勝過法國國王法蘭索瓦一世，成為神聖羅馬帝國皇帝查理五世。
- 日本武田信虎將武田氏的居城由石和城遷到躑躅崎館。
- 8月10日——西班牙航海家麦哲伦的船队从西班牙塞维利亚出发，沿瓜达尔基维尔河驶向大西洋。同年9月20日，船队从大西洋畔的桑卢卡尔港启航，开始环球航行。

## 出生
- 3月31日︰亨利二世，法國瓦盧瓦王朝國王。（1559年逝世）

## 逝世
- 1月12日——馬克西米利安一世 (神聖羅馬帝國)，神聖羅馬帝國皇帝，奧地利大公。
- 5月2日——列奥纳多·达·芬奇，義大利文藝復興時期画家（1452年出生）
- 9月8日——北條早雲，日本戰國時代大名，第一代後北條氏當主。
- 12月20日--趙光祖，朝鮮王朝大司憲，儒學者